# Hemielimaea cucullata
Hemielimaea cucullata är en insektsart som beskrevs av Sigfrid Ingrisch 1990. Hemielimaea cucullata ingår i släktet Hemielimaea och familjen vårtbitare. Inga underarter finns listade i Catalogue of Life.